# 한석희
한석희(韓碩熙, 1996년 5월 16일~)는 대한민국의 축구 선수이다. 포지션은 공격수이다. 현재 FC 목포 소속이다.

## 구단 경력
수원 삼성 블루윙즈에서 프로 경력을 시작했다.
2022년 7월 1일, 정호진과 트레이드 되면서 K리그2의 전남 드래곤즈로 임대되었다.